# Мініно (Багратіоновський міський округ)
Мініно (рос. Минино) — селище Багратіоновського району, Калінінградської області Росії. Входить до складу Гвардійського сільського поселення.
Населення — 14 осіб (2015 рік).

## Географія
Селище розташоване за 13 км від районного центру — міста Багратіоновська, 34 км від обласного центру — міста Калінінграда та 1077 км від Москви.

## Історія
Мало назви Бьоґен, Шкоден до 1946 року.

## Населення
За даними перепису 2010 року, у селі мешкало 14 осіб, з них 5 (35,7 %) чоловіків та 9 (64,3 %) жінок. Згідно з переписом 2002 року, у селі мешкало 12 осіб, з них 5 чоловіків та 7 жінок.